# عزل دواس (روستا)
 عزل دواس  به عربی ( العَزل الدّواس )، روستایی است در دهستان نجره از توابع استان اَبیَن در کشور یمن در شبه جزیره عربستان. 

## جمعیت
جمعیت آن (۷۰) نفر (۶ خانوار) می‌باشد.